# Souveraineté
 (janvier 2024).
Si vous disposez d'ouvrages ou d'articles de référence ou si vous connaissez des sites web de qualité traitant du thème abordé ici, merci de compléter l'article en donnant les références utiles à sa vérifiabilité et en les liant à la section « Notes et références ».

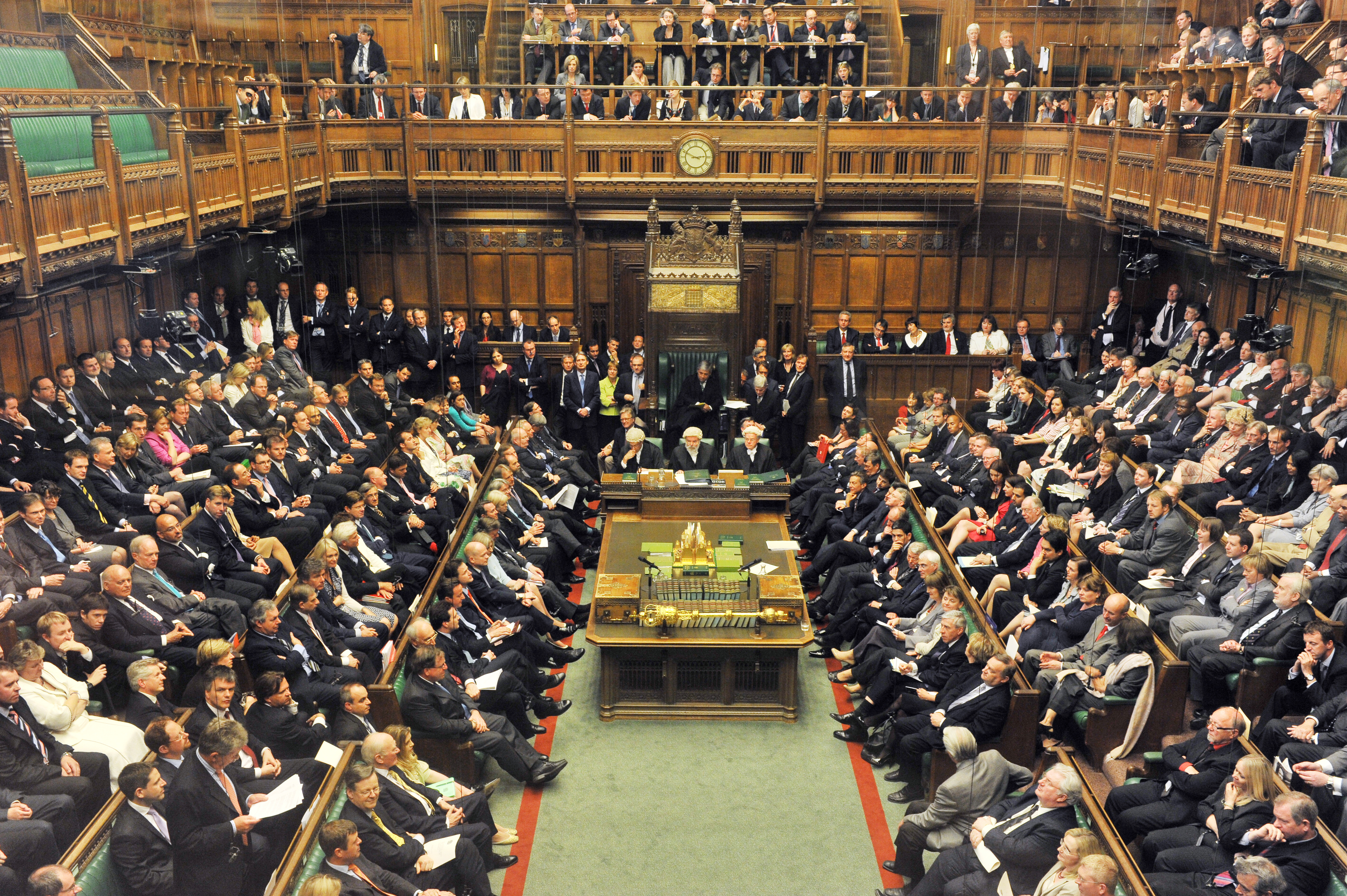
Chambre des communes du Royaume-Uni

La souveraineté (dérivé de « souverain », du latin médiéval superus, de super, « dessus ») désigne le pouvoir suprême reconnu à l'État, qui implique l'exclusivité de sa compétence sur le territoire national (souveraineté interne) et son indépendance absolue dans l'ordre international où il n'est limité que par ses propres engagements (souveraineté externe). C'est l'exclusivité de la puissance détenue par un État sur l’étendue de son territoire, et l’indépendance dont jouit cet État sur le plan international.
La notion de souveraineté ne doit pas être confondue avec celle de suzeraineté, même si les deux termes émergent avec la langue française à partir du Moyen Âge sur la base d'une racine latine commune, super, désignant « ce qui est au-dessus, au sommet ». De facto, la dignité de roi est placée au sommet de la pyramide féodale en tant que suzerain, et aucun pouvoir, qu'il soit séculier ou ecclésiastique, ne lui est supérieur, c'est-à-dire qu'aucune autre entité exerçant un pouvoir n'est susceptible d'avoir l'autorité nécessaire et reconnue pour réformer, contredire ou annuler ses décisions, ni lui imposer le paiement d'aucun tribut.
L'adjectif souverain est employé pendant l'Ancien Régime pour désigner les cours de justice de dernier ressort, notamment les parlements, mais aussi les cours de la Table de marbre et des Eaux et forêts, par la suite à partir du XIXe siècle la Cour de cassation et le Conseil d'État.

## Définition

### Définition juridique

#### Origines
La souveraineté est d'abord un objet de réflexion philosophique. Le concept de souveraineté est ainsi traité, d'abord par Aristote. Il faudra attendre Jean Bodin afin qu'elle soit définie plus formellement dans son magnum opus Les Six Livres de la République en 1576. Le concept de souveraineté sera par la suite influencé notamment par Hobbes, Rousseau, Hegel et Marx.

#### Évolution
La définition retenue aujourd'hui en droit est celle énoncée par Louis Le Fur à la fin du XIXe siècle : « La souveraineté est la qualité de l'État de n'être obligé ou déterminé que par sa propre volonté, dans les limites du principe supérieur du droit, et conformément au but collectif qu'il est appelé à réaliser ».
Cette définition retient donc deux critères :
- l'État souverain n'agit que selon sa propre volonté, c'est le corollaire du droit à l'autodétermination (droit des peuples à disposer d'eux-mêmes) ;
- cette volonté ne peut se manifester qu'à l'intérieur des règles du droit international coutumier ou conventionnel, lequel comprend le droit produit par des organisations internationales à caractère universel (par ex., l'ONU et les institutions spécialisées) et régional (par ex., l'Union européenne).

Une définition classique de la souveraineté se trouve dans la sentence arbitrale rendue en l'affaire de l'île de Palmas (États-Unis c/Pays-Bas, 4 avril 1928) où l'arbitre unique, Max Huber, déclare : « Sovereignty in the relations between States signifies independence. Independence in regard to a portion of the globe is the right to exercise therein, to the exclusion of any other State, the functions of a State ».
Un politologue américain, Stephen Krasner, limite les dimensions de la souveraineté aux questions d'autorité et de contrôle. Cependant, cette position reste contestable.
La notion de terra nullius peut être utilisée pour l'acquisition de la souveraineté sur un territoire sans maître.

#### Souveraineté en France
En France, la souveraineté est définie dans la Constitution de 1958 :
- Article 2 : La langue de la République est le français. L'emblème national est le drapeau tricolore, bleu, blanc, rouge. L'hymne national est « La Marseillaise ». La devise de la République est « Liberté, Égalité, Fraternité ». Son principe est : gouvernement du peuple, par le peuple et pour le peuple.
- Article 3 : La souveraineté nationale appartient au peuple qui l'exerce par ses représentants et par la voie du référendum. Aucune section du peuple ni aucun individu ne peut s'en attribuer l'exercice. Le suffrage peut être direct ou indirect dans les conditions prévues par la Constitution. Il est toujours universel, égal et secret. Sont électeurs, dans les conditions déterminées par la loi, tous les nationaux français majeurs des deux sexes, jouissant de leurs droits civils et politiques.
- Article 4 : Les partis et groupements politiques concourent à l'expression du suffrage. Ils se forment et exercent leur activité librement. Ils doivent respecter les principes de la souveraineté nationale et de la démocratie. Ils contribuent à la mise en œuvre du principe énoncé au second alinéa de l'article 1er dans les conditions déterminées par la loi. La loi garantit les expressions pluralistes des opinions et la participation équitable des partis et groupements politiques à la vie démocratique de la Nation.

La souveraineté se traduit également en droit par la notion de pouvoir constituant (originaire ou dérivé), qui édicte des normes juridiques : celles de la Constitution. Dans la théorie classique de la hiérarchie des normes, ces normes sont supérieures à toutes les autres. Cette hiérarchie est cependant mise à mal par les questions de la transformation de la souveraineté, notamment au vu du développement du droit international et surtout de l'intégration européenne. Cette complexité du droit entraîne une insécurité juridique.

### Rapports entre souveraineté et compétences
Selon la définition classique du droit constitutionnel allemand, qui est très souvent reprise, la souveraineté est la « compétence de la compétence » (la « Kompetenz-Kompetenz » du constitutionnaliste allemand Georg Jellinek), c'est-à-dire que celui qui décide quelles sont les personnes compétentes pour telle ou telle matière est le souverain. Le souverain peut donc déléguer ou transférer des compétences, sans que cela ne touche à sa souveraineté, tant qu'il conserve la possibilité de reprendre ces compétences.
En droit constitutionnel français, le Conseil constitutionnel distingue les transferts de compétences par l'État français aux Communautés européennes des transferts de souveraineté. Les premiers sont autorisés : ils consistent en un transfert qui est réversible, tandis que les seconds sont inconstitutionnels, car définitifs. Cependant, de nombreux détracteurs de l'Union considèrent cette différence comme relevant d'un caractère uniquement sémantique, puisque même s'il est possible que la France sorte de l'Union et retrouve ses pleines compétences, c'est hautement improbable.
Mais le souverain ne délègue pas toutes ses compétences. Avec l'émergence, sous l'effet du libéralisme politique, de la théorie d'un État gendarme minimaliste, les compétences reconnues à l'État furent restreintes à ce que l'on nomme ses fonctions régaliennes, c'est-à-dire les compétences minimales de tout souverain, qui ne peuvent faire l'objet d'aucune délégation. Cependant, par la théorie de l'État providence, développée en réaction contre l'État minimaliste, d'autres compétences, d'ordre social notamment, font partie de l'exercice de la souveraineté.

#### Fonctions régaliennes traditionnelles
Dans presque tous les États, la souveraineté s'exerce au minimum dans les domaines suivants :
- la sécurité extérieure : la diplomatie (prévention) et la défense nationale (armée en cas de conflit) ;
- la sécurité intérieure : la police, la loi (définition de normes juridiques) ;
- la justice ;
- les finances : monnaie, collecte des impôts, et contrôle des marchés financiers.

Cependant, on a pu voir dans certains pays, où le « libéralisme » est poussé à l'extrême, que certaines de ces compétences peuvent elles-mêmes être déléguées. C'est le cas notamment aux États-Unis de certaines fonctions d'ordre militaire (surveillance…) qui sont transférées à des entreprises privées : le gouvernement exerce une sorte de sponsorship sur des consortiums privés (voir Network Centric Warfare).
Cette évolution, limitée aux États-Unis, n'en exerce pas moins une influence importante dans le processus de mondialisation, à travers le Web.

#### Autres compétences
À ces domaines traditionnels de compétences se sont ajoutés (liste non exhaustive) :
- l'instruction ;
- la santé ;
- les politiques sociales : logements, sécurité sociale, cohésion sociale, emploi : prise en charge du risque chômage, des accidents de travail… (à noter qu'en France, par une particularité historique, une grande partie du risque chômage est prise en charge par les partenaires sociaux) ;
- l'environnement : installations classées, catastrophes naturelles, biodiversité…
- la culture : c'est un point sensible pour quelques pays ; la France défend le principe de l'exception culturelle, tandis que les États-Unis souhaitent répandre l'American way of life.

De plus, même s'il ne s'agit pas de nouvelles compétences, mais d'une nouvelle application des compétences régaliennes de l'État dans des domaines relativement nouveaux, on peut également citer :
- tout ce qui touche à l'édiction de normes en matière de sécurité des systèmes d'information.

## Typologie des souverainetés
Selon Jean-Fabien Spitz dans John Locke et les fondements de la liberté moderne (2001), « l'introduction [du concept de souveraineté] dans la philosophie politique aux débuts de l'époque moderne semble avoir eu pour effet un déplacement définitif des questions pertinentes : il ne s'agit plus de savoir si un pouvoir est juste (ce qui revient à subordonner l'existence du pouvoir à sa moralité), mais de savoir à qui appartient le pouvoir de commander et comment ce pouvoir a été conféré ».
Cependant, cette typologie basée sur les personnes qui possèdent la souveraineté et la manière dont celle-ci leur a été conférée montre ses limites aujourd'hui, puisqu'elle entraîne des confusions. Les différentes typologies modernes se basent donc sur les formes de la souveraineté.

### Typologie classique

#### Confusion de la souveraineté de droit divin et de la souveraineté royale
Souveraineté de droit divin
Dans un régime théocratique, la souveraineté appartient au représentant de Dieu. Il y eut des tentatives de théocratie au XIIIe siècle, lorsque les papes tentèrent d'imposer leur volonté aux rois (conflits entre Philippe le Bel et Boniface VIII), et au XVIe siècle avec la dictature de Jean Calvin pendant la première République de Genève.
Souveraineté royale
Dans un régime monarchique, la souveraineté appartient au Roi. Dans ce type de régime, le peuple conserve un pouvoir d'expression (voir dans l'Histoire de France la tradition des États généraux).
Confusion
La plupart des régimes monarchiques sont en réalité de droit divin et les papes étaient également des monarques.
On oppose plutôt pouvoir spirituel (direction des croyants) et pouvoir temporel (séculaire). Le pape possédait les deux pouvoirs, le premier sur l'Église (communauté des croyants) tandis que le second se limitait à ses terres. Le roi, lui, ne possédait que le pouvoir temporel sur ses sujets.

#### Souveraineté populaire et souveraineté nationale

##### Souveraineté populaire
La souveraineté populaire a été défendue à l'origine par les révolutionnaires « radicaux », notamment par certains éminents philosophes des Lumières avec en première place J.-J. Rousseau dans son ouvrage Du contrat social.
Chaque citoyen détient une part de souveraineté et cela se traduit traditionnellement par un régime de démocratie directe (ou pure), avec suffrage universel, puisque nul ne peut être dépossédé de la part de souveraineté qui est conférée à chaque citoyen.
La souveraineté populaire repose sur le peuple, c'est-à-dire l'ensemble des citoyens actuels d'un pays (c'est donc un ensemble réel, on prend en compte les vivants, contrairement à la souveraineté nationale). Il ne peut pas s'exprimer directement, c'est matériellement impossible. C'est pour cela que le peuple aura recours à des mandataires (des élus), qui auront un mandat impératif : ces élus seront tenus de faire exactement ce pour quoi ils ont été élus : ils devront exécuter ce que leur disent leurs électeurs, en effet, ils ont pour obligation d'agir pour le bien de leurs électeurs (et non pour l'intérêt commun comme dans le cas de la souveraineté nationale), et s'ils ne le font pas, ils pourront alors être révoqués, la volonté du peuple étant intouchable et inviolable.
Le Peuple ne pouvant prendre des lois contraires à ses intérêts, la Loi est forcément juste : c'est le principe de Primauté de la loi.

##### Souveraineté nationale
La souveraineté nationale est une notion développée par Sieyès. Selon cette conception, la souveraineté appartient à la nation, une entité abstraite et indivisible. Cet ensemble est fictif puisqu'il ne se limite pas aux seuls citoyens présents, mais inclut les citoyens passés et futurs ; elle est supérieure aux sommes (les individus) qui la composent.
La souveraineté nationale se traduit par un régime représentatif, puisque la Nation ne peut gouverner directement, étant fictif : il y a donc recours à des mandataires, titulaires d'un mandat représentatif, les représentants. Ils œuvrent dans l'intérêt de la Nation et chacun la représente entièrement (et non leurs seuls électeurs). La Nation étant fictive, il ne peut y avoir de contrôle sur eux ; pour éviter qu'ils n'abusent de leur pouvoir, il faut mettre en place des contre-pouvoirs : séparation des pouvoirs au niveau horizontal (par fonctions), fédéralisme au niveau vertical (par niveaux de territoires).
La souveraineté nationale va également dans le sens d'un suffrage censitaire, même si elle ne s'oppose pas fondamentalement à un suffrage universel. En effet, même en faisant voter l'ensemble des citoyens d'un pays, seule une infime partie de la Nation pourrait voter. On peut donc très bien limiter le suffrage à un nombre un peu plus limité de citoyens, en privilégiant ceux considérés comme les plus capables (capacité à lire et écrire, comprendre la vie politique, avoir le temps et l'indépendance nécessaire, d'où le critère de la richesse).

##### Mélange des deux notions
Il faut noter d'emblée que, même au plus fort de la séparation de ces deux notions, à l'époque révolutionnaire, les termes de souveraineté nationale et souveraineté populaire étaient synonymes, quand bien même les deux notions étaient déjà séparées.
Selon l'article 3 de la Constitution du 4 octobre 1958, « la souveraineté nationale appartient au peuple qui l'exerce par ses représentants et par la voie du référendum ». De plus, l'article 27 dispose que « Tout mandat impératif est nul. » Ainsi, en faisant coexister un régime représentatif avec des procédures de démocratie directe, la Ve République mêle donc les deux notions.

### Typologie moderne
On dégage aujourd'hui le plus souvent trois dimensions de souveraineté, quoique certains auteurs, comme le politologue Stephen Krasner, en présentent parfois plus.

#### Souveraineté interne
Celle-ci se réfère à l’administration qu’un gouvernement organise à l’intérieur d’un État. Raymond Carré de Malberg définit à cet égard la souveraineté interne comme le caractère suprême du pouvoir du souverain sur ses sujets et un territoire, qui n’admet en théorie aucun autre pouvoir ni au-dessus de lui, ni en concurrence avec lui.

#### Souveraineté westphalienne ou indépendance voire interdépendance
Elle se traduit par l’exclusion des acteurs extérieurs dans le processus domestique de gouvernement, ce qui est entériné par l'article 2.7 de la Charte des Nations unies qui dispose qu'« Aucune disposition de la présente Charte n'autorise les Nations Unies à intervenir dans des affaires qui relèvent essentiellement de la compétence nationale d'un État (…) ». Cette exclusion est, en principe, réciproque entre les États, même si la tendance naturelle est d'affirmer son indépendance au niveau interne tout en cherchant à influer sur l'État voisin.
Si le concept de souveraineté westphalienne est récent, son origine, elle, est ancienne : à la suite de la guerre de Trente Ans, la paix de Westphalie en 1648 établit la notion de souveraineté territoriale comme doctrine de non-ingérence dans les affaires d'autres nations.
En théorie, donc, en droit international, tous les États sont égaux et indépendants.
Dans les faits, la souveraineté des États n'est pas absolue. Il ne suffit pas d'afficher des principes pour que cela garantisse l'indépendance. Ils peuvent être influencés, voire contrôlés, par :
- d'autres États (impérialisme, néocolonialisme) : la critique la plus nette est portée contre les États-Unis, la seule superpuissance depuis la chute de l'ex-URSS ;
- des organisations internationales, en particulier l'Organisation des Nations unies.

Stephen Krasner sépare de la souveraineté westphalienne la souveraineté interdépendante, qu'il définit comme la capacité des autorités de contrôler les mouvements transfrontaliers.
Cependant, on peut infirmer cette nouvelle typologie, puisque le simple contrôle des mouvements aux frontières n'est qu'une particularité du protectionnisme inclus dans la notion d'indépendance.

#### Souveraineté internationale légale
Celle-ci confère à un État sa reconnaissance internationale. En pratique, ce sont les autres États qui reconnaissent cette souveraineté, en reconnaissant une collectivité humaine comme État, soit par une déclaration publique unilatérale, soit en concluant un traité ou en établissant des relations diplomatiques avec cette collectivité. Il se peut que cette souveraineté soit refusée par la communauté internationale comme ce fut le cas à la Catalogne en 2017.

## Histoire de la souveraineté
Avant l'apparition des États, au XIIIe siècle[réf. nécessaire], le pouvoir était individualisé (il appartenait à une personne, voire à un groupe de personnes). D'ailleurs, dans un premier temps, le terme de souverain, qui a remplacé celui de suzerain, ne désignait qu'une seule personne, le roi dans un système monarchique, avant d'être étendu à d'autres notions que l'État représenterait (le peuple, la Nation…).

### Construction des États au Moyen Âge, qui se poursuit à la Renaissance
La Renaissance italienne débuta très tôt, vers le XIIIe siècle environ. À ce bouleversement économique et culturel, s'ajoutait une transformation de la politique, avec l'apparition des Cités-États, ces Républiques essentiellement maritimes (Venise, Gênes, Pise, Amalfi) ou Florence. Le représentant de l'État, le doge, y était élu à vie et était en principe révocable.

#### En France
L'État français, lui, s'est dégagé progressivement depuis le XIIe siècle jusqu'au XVIe siècle. Cette émergence s'est faite par la lutte du roi de France, qui n'était encore que le suzerain, contre :
- à l'extérieur :
  - le pape (qui, avant d'être un chef religieux, était un chef d'État étranger) :
    - lutte de Philippe le Bel et de Boniface VIII contre la bulle Unam Sanctam de ce dernier et victoire de Philippe le Bel,
    - promulgation par Charles VII de la Pragmatique Sanction, qui limitait au profit du pouvoir royal les droits du pape en matière de nomination aux évêchés et aux abbayes, de perception des revenus ecclésiastiques, d'appels, d'excommunications ou d'interdits,

  - l'empereur du Saint-Empire romain germanique : les juristes dégagèrent l'adage selon lequel « le roi est empereur en son royaume »,
- à l'intérieur :
  - les seigneurs féodaux, au moyen :
    - d'une administration soumise au roi et autonome des seigneurs, dont on peut remonter l'origine aux missi dominici de Charlemagne, remplacés ensuite par les intendants. François Ier est considéré comme le premier véritable souverain (Jean Bodin). S'appuyant sur une administration composée d'environ 1500 personnes, il imposa le français (au lieu du latin) comme langue officielle du droit et de l'administration par l'ordonnance de Villers-Cotterêts (1539),
    - d'une fiscalité autonome : l’impôt féodal (prélevé par le seigneur), qui domine du Xe au XIIIe siècle, va être progressivement remplacé par l'impôt royal. Cela débute avec la décime de Philippe le Bel qui instaure un système d’impôt de répartition associant les prélèvements par feu (foyer), sur les terres et sur le revenu ; viendra ensuite la gabelle de Jean II.

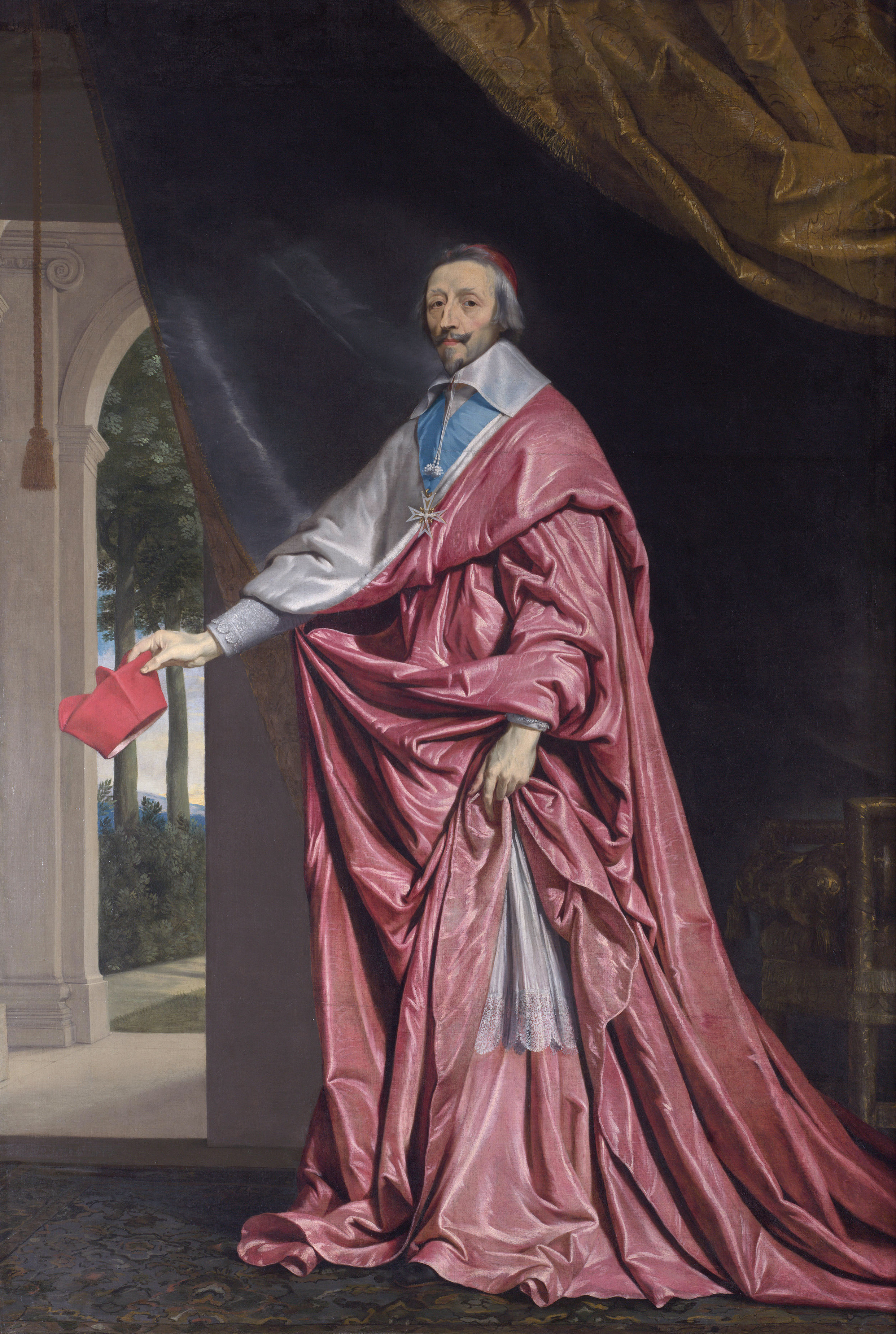
Armand Jean du Plessis de Richelieu, par Philippe de Champaigne.

C’est sous Richelieu, ministre de 1624 à 1642, que le mot État s’impose en France. C'est Cardin Le Bret, son conseiller juridique qui théorise pour lui les principes de l'action de l'État et notamment celui de la souveraineté. Il écrit à ce propos : « m’étant proposé de représenter en cet ouvrage en quoi consiste la souveraineté du Roi : il me semble que je ne puis commencer plus à propos que par la description de la Royauté. Il serait mal aisé d’en rapporter une plus accomplie que celle que donne Philon d'Alexandrie quand il dit qu’elle est une suprême et perpétuelle puissance déférée à un seul qui lui donne le droit de commander absolument et qui n’a pour but que le repos et l’utilité publique… Quant à moi, j’estime qu’on ne doit attribuer le nom et la qualité d’une souveraineté parfaite et accomplie qu’à celles [royautés] qui ne dépendent que de Dieu et qui ne sont sujettes qu’à ses lois ». Plus loin il continue : « mais depuis que Dieu a établi les Rois sur eux, ils (les peuples) ont été privés de ce droit de Souveraineté ; et l’on a plus observé par lois que les Commandements et les édits des Princes comme le remarque Ulpien. » Cette vision des choses s’impose longtemps en France et d’une certaine façon la révolution se contente de mettre le Peuple à la place du Roi comme le souligne Hannah Arendt. « Sur le plan théorique, » écrit-elle, la déification du peuple durant la Révolution française fut la conséquence inéluctable de faire découler de la même source la loi et le pouvoir. La prétention de la royauté absolue à reposer sur un « droit divin » avait façonné la souveraineté séculière à l’image d’un dieu à la fois tout-puissant et législateur de l’univers, c’est-à-dire à l’image du dieu dont la Volonté est loi. La « volonté générale » de Rousseau et de Robespierre est toujours cette « Volonté divine qui n’a besoin que de vouloir pour produire une loi ». Des œuvres de Cardin le Bret, de Bodin ou de Hobbes, il ressort que la loi vient du souverain et donc qu’elle n’est qu’un commandement du pouvoir, qu’elle n’a pas d’autorité propre. Si Hannah Arendt s’intéresse tant à cette question, c’est que des juristes et des philosophes n’ont pas été sans remarquer ce que pouvait donner ce type de loi dans les États totalitaires.

#### Souveraineté et fédéralisme
Au XVIIe siècle au niveau de la conception de l'État et de la loi qui lui est sous-jacente, la France et l'Angleterre évoluent dans des directions opposées. Alors que la France se dirige vers l'absolutisme, l'Angleterre commence sa marche vers la démocratie. Quelque temps avant que Richelieu n’arrive au pouvoir en France, le roi Jacques Ier d'Angleterre, qui veut imposer la monarchie absolue dans son pays, s’oppose fortement au Parlement anglais et au grand juriste Lord Coke. Pour le roi, anticipant la position de Cardin le Bret, la loi est « l'émanation de la volonté du souverain ». En face, Lord Coke réplique que le roi « est soumis à Dieu et à la loi ». En effet dans cette tradition juridique, la loi n’est pas un commandement comme le note Hannah Arendt, mais ce qui relie (le mot lex signifiant « liaison étroite »). De ce fait, il n’y a ni « besoin d’une source absolue d’autorité » ni surtout que la loi suprême vienne du pouvoir puisqu’au contraire elle vient le limiter. Dans ces conditions, un système fédéral est possible et deux niveaux de souveraineté peuvent coexister puisque la souveraineté est d’emblée comprise comme limitée. Les États-Unis, fortement influencés par la tradition de Lord Coke, ont un système fédéral dans lequel, outre l’État fédéral (Washington DC), des États locaux possèdent des organes législatifs, exécutifs et judiciaires propres qui exercent, selon la division des pouvoirs prévue dans la Constitution des États-Unis, un droit souverain dans leurs champs de compétence.
À la Renaissance, le mouvement de centralisation du pouvoir royal français culmina avec la monarchie absolue. La fréquence des États généraux diminua singulièrement. Jacques-Bénigne Bossuet définit les principes de l'absolutisme, dont le symbole était le règne du Roi soleil Louis XIV. Celui-ci ébaucha une unification du droit français avec l'édit de Saint-Germain-en-Laye (1679). Cependant, l'essentiel du droit restait coutumier ou canonique.
La centralisation, accompagnée de l'absolutisme du pouvoir, est une particularité française qui tient à la construction de l'État français qui s'est faite par la lutte contre les pouvoirs féodaux locaux. Dans tous les autres États occidentaux qui se sont construits à la même époque (l'empire de Charles Quint, l'empire de la Couronne d'Angleterre…), les tentatives de centralisation et d'absolutisme ont échoué. Dans les autres, la construction de l'État a été empêchée par ces pouvoirs locaux (Italie, Allemagne).

### Les Lumières
De nouvelles théories politiques ont émergé au siècle des Lumières, pour lutter contre le pouvoir royal souverain (France, Royaume-Uni). Les philosophes du Lumières introduisirent ainsi les concepts de :
- Séparation des pouvoirs (John Locke, Montesquieu) ;
- Droits naturels, (Hugo Grotius, école de Salamanque, Samuel von Pufendorf, Jean-Jacques Rousseau).

C'est Jean-Jacques Rousseau qui a le plus inspiré la conception moderne de la souveraineté en France, avec Du Contrat social (1762), la considérant comme « inaltérable » et « indivisible », et émanant de la volonté générale exprimée par le peuple.
Pour Emmanuel-Joseph Sieyès, la souveraineté appartient à la Nation constituée par le Tiers-État, représenté par des parlementaires réunis en Assemblée nationale. Sieyès théorise le premier la souveraineté nationale dans Qu'est-ce que le Tiers-État ? (1788).
La souveraineté change alors de main, elle appartient désormais au peuple ou à la nation (voir supra, souverainetés populaire et nationale). Ces théories se sont traduites en droit au travers de la construction des États-Nations : France et États-Unis à la fin du XVIIIe siècle, XIXe siècle pour le reste de l'Europe, hormis l'empire austro-hongrois (1918).

### Montée des nationalismes auXIXesiècle

#### En Europe
Des théories juridiques sont venues redéfinir au XIXe siècle le concept de souveraineté pour justifier la puissance de leurs États-Nations. Les théoriciens du droit public furent notamment :
- Maurice Hauriou, théorie de l'État de puissance, qui reprend la tradition de la souveraineté de Jean Bodin, Machiavel, et Thomas Hobbes ;
- Hans Kelsen, théorie de l'État de droit, positivisme juridique, cette théorie généralise les codes juridiques et en établit une hiérarchie ;
- Léon Duguit, théorie de l'État de service.

Ces deux dernières théories sont empreintes d'idéologie (positivisme juridique).

#### Aux États-Unis
La construction de l'État fédéral s'est faite par l'opposition à la Couronne d'Angleterre. Cette opposition s'est particulièrement manifestée avec les questions de droit de propriété, dans la déclaration d'indépendance, dont Thomas Jefferson fut l'un des protagonistes. Ceci explique l'importance de l'économie et de la propriété intellectuelle dans la conception de la souveraineté que se font les Américains aujourd'hui.

### Après-guerre et difficulté du développement des relations internationales

#### Émergence du concept de limitation de la souveraineté
Jusqu'au XVIIIe siècle, les théoriciens des Lumières ne s'étaient penchés que sur les moyens de limitation de la souveraineté interne (pouvoir royal).
Le XXe siècle a vu émerger, à la suite du paroxysme des nationalismes et des totalitarismes du XIXe au XXe siècle (première et seconde guerres mondiales notamment) et de la quasi-destruction du fonctionnement de la société internationale, l'idée qu'il fallait limiter les risques de dérive des systèmes législatifs (voir légicentrisme) et contrôler l'application des droits fondamentaux dans les constitutions, comme dans la loi fondamentale allemande de 1949 (voir aussi constitutionnalisme).
À cet égard, la Charte de l'Organisation des Nations unies en 1948, qui reconnaît le principe de souveraineté, corollaire du principe de non-ingérence, autorise toutefois d'y apporter des limitations, mais en définit strictement les conditions. Les sanctions décidées à l'encontre d'un État qui mettrait en péril la paix internationale ne peuvent être que multilatérales. Elles sont le plus souvent d'ordre économique (blocus…). Le droit d'ingérence (et non pas le devoir d'ingérence, malgré les propositions des doctrines favorables à une intervention humanitaire), est encore plus strictement encadré et ne peut être mis en œuvre que si toutes les autres solutions ont échoué.
Dans le même ordre d'idées, la théorie de la souveraineté limitée fut énoncée en 1968 par l'URSS pour justifier son intervention dans les pays frères pour la défense des intérêts socialistes ; elle était mal acceptée par les pays frères devant subir la souveraineté, même si en théorie elle était limitée.
Des formes indirectes d'influence culturelle commencent à apparaître, avec l'exigence des États-Unis d'autoriser la projection de films hollywoodiens dans les salles de cinéma françaises avec les accords Blum-Byrnes (1946).

#### Impossibilité pratique de mettre en œuvre cette limitation avant la fin de la Guerre froide
En pratique, on a d'abord essayé de limiter les souverainetés étatiques en partant du domaine politique, ce qui s'est soldé, à différents degrés, par des échecs plus ou moins avérés, en partie parce que les égoïsmes nationaux prévalaient sur toute nécessité de coopération. Ainsi, l'action de l'ONU fut incapacitée jusqu'en 1989 (fin de la Guerre froide), à quelques exceptions près (guerres du Vietnam et de la Corée du Nord).
Par les coopérations économiques, de plus en plus poussées, se sont opérés les véritables transferts de souveraineté (même s'ils demeurent encore partiels). Les intérêts nationaux sont là convergents, puisque la coopération entraîne de réels gains économiques. La coopération se faisant de plus en plus poussée et devenant même intégration dans certains cas (le plus probant reste l'Union européenne), elle rejaillit alors en partie sur le domaine politique.
D'abord conçus comme des coopérations internationales économiques renforcées pour éviter de nouvelles guerres (moteur franco-allemand de l'Union européenne…), peu à peu, les systèmes ainsi mis en place prennent de l'ampleur et s'approprient une partie de la souveraineté des États. Cela est dû en partie au fait que les États sont dès lors dans la quasi incapacité pratique de concevoir leurs politiques économiques en dehors des relations internationales (toute politique économique interne est vouée à l'échec si l'on ne prend pas en compte la concurrence extérieure).

## Souveraineté et mondialisation
Depuis la fin de la Guerre froide en 1989, la mondialisation, surtout en matière économique, transforme la notion de souveraineté en ne la faisant plus dépendre exclusivement des États. La souveraineté, par le biais de transferts de compétences, est de plus en plus attaquée, à la fois au niveau international, mais aussi au niveau national et régional.

### Institutions internationales et souveraineté des États

#### Limites à la souveraineté issues des organisations intergouvernementales
Les organisations internationales et intergouvernementales ont développé leurs propres compétences en se dégageant de la volonté propre de leurs composantes, les États-membres. Au-delà de la simple concertation intergouvernementale, elles se sont arrogé des pouvoirs supranationaux, reconnus notamment par des traités, qui s'imposent aux institutions des pays membres de ces organisations.
C'est notamment le cas de :
- l'Organisation des Nations unies, qui depuis la fin de la Guerre froide, mène une véritable politique de contrôle des États, allant parfois jusqu'à l'ingérence armée, sans toutefois jamais exercer aucun contrôle sur les cinq Grands (les cinq membres permanents du Conseil de sécurité).
- l'Organisation mondiale du commerce, qui dès sa création en 1994, n'a eu aucun mal à asseoir ses compétences en matière de commerce international à l'encontre des États, en particulier à l'encontre des États occidentaux qui se sont vus obligés d'appliquer les règles de commerce libéralisé (suppression du protectionnisme sous toutes ses formes). En réaction contre ce phénomène, les États mettent souvent en place des systèmes de protection qui s'avèrent plus ou moins efficaces. Cependant, de tels systèmes sont condamnés par l'Organisation mondiale du commerce, qui vise à mettre en place un commerce libéralisé, la libre concurrence étant représentée, dans l'économie libérale, comme ce qui permet d'apporter le plus de bénéfices économiques à tout le monde. En outre, la clause contraignante établie par l'article XVI-4 (dite « clause de conformité ») de l'accord instituant l'OMC, qui précise que chaque membre assurera la conformité de ses lois, réglementations et procédures administratives avec ses obligations telles qu’elles sont énoncées dans les accords figurant en annexe, entraîne une véritable perte de souveraineté étatique, puisqu'elle contraint les États à légiférer, et ce de manière conforme aux règles de l'OMC, les traités ne pouvant qu'interdire de légiférer dans un sens contraire aux obligations définies. Pour contrer les effets délétères de ce système au plan de la justice sociale et climatique, l'économiste Thomas Piketty propose une réécriture des accords de libre-échange de façon à préserver « le souverainisme social et écologique » des États[16].
- l'Union européenne, qui, notamment par le vote à la majorité qualifiée pour certaines décisions plutôt qu'à l'unanimité, peut contraindre les États-membres. De plus, le traité de Maastricht (1992) a introduit le concept de « citoyenneté européenne », qui s'ajoute aux citoyennetés nationales, ce qui permet notamment aux citoyens européens de voter aux élections européennes et municipales du pays européen où ils résident sans forcément en avoir la nationalité.

#### Rôle d'influence des organisations non gouvernementales
Certaines organisations non gouvernementales internationales jouent un rôle de plus en plus important dans certains domaines auparavant réservés aux États, tels que l'alimentaire (souveraineté alimentaire), l'écologie, la défense des droits de l'homme.
Néanmoins, même si leur pouvoir réel varie d'une organisation à l'autre, on ne peut parler véritablement de souveraineté supra-étatique des ONG, puisque leurs pouvoirs sont surtout des pouvoirs d'influence, et non pas de contrainte. D'ailleurs, certains États (dont les États-Unis) et des grandes entreprises s'appuient sur les réseaux des ONG pour développer leur influence, à travers des organismes comme le WBCSD, la Chambre de commerce internationale ou le BASD.

#### Entreprises privées mondialisées
On peut se demander[évasif] quelle est la réalité de la souveraineté des États lorsque certains groupes d'entreprises ont plus de moyens financiers et d'influence sur le plan politique, au travers de leurs lobbies, que des États. En effet, contrairement aux États, ils ne sont pas soumis aux obligations les plus basiques en droit international et sont amenés à faire leur loi, en matière de droit du travail surtout. De plus, même si ces entreprises ne sont toujours pas représentées sur la scène internationale, certains États (États-Unis…) portent leurs intérêts privés sur la scène internationale.

### Enjeux de la mondialisation pour la souveraineté

#### Défense et sécurité intérieure
La fin de la Guerre froide, selon certains[Qui ?], est à dater au Traité de non-prolifération nucléaire en 1968. La détention de l'arme nucléaire était auparavant considérée comme la marque de la souveraineté. Cette conception, qui depuis avait perdu de sa crédibilité, est cependant remise au goût du jour par les discours actuels tenus[réf. nécessaire] par l'Iran et la Corée du Nord.
La sécurité intérieure aujourd'hui a tendance à prendre le pas sur les questions de défense contre les attaques extérieures, puisque les citoyens doivent être protégés de l'intérieur contre le terrorisme, comme l'ont montré les attentats du 11 septembre aux États-Unis, considérés comme une atteinte à leur souveraineté.
Aux États-Unis, la défense, fonction régalienne par excellence, fait l'objet de la tenue d'un registre de données électroniques (thésaurus).

#### Droits humains
La communauté internationale a identifié les droits humains comme devant faire l'objet d'une protection universelle, et non plus simplement internationale. Or, avec l'extension progressive des droits humains (1re génération : droits civils et politiques ; 2e génération : droits économiques et sociaux ; 3e génération : droits de solidarités ; et peut-être une 4e génération de droits globaux), vient s'accroître la pression sur les États de faire respecter ces droits (notamment l'environnement, 3e ou 4e génération de droits).
Le principe de non-ingérence, qui est énoncé dans la charte de l'ONU notamment, est alors limité par l'autorisation d'intervenir dans un pays lorsque l'on considère que les droits humains ne sont pas respectés, limitation très polémique donnant lieu à d'intenses débats dans les milieux intellectuels mondiaux, d'où proviennent certaines critiques quant à l'usage unilatéral et abusif de « l'intervention humanitaire » ou autrement réaliste, ce que l'intellectuel allemand Ulrich Beck appel « le nouvel humanisme militaire », par certains États puissants au profit d'intérêts géopolitiques ou d'alliances régionales.

#### Économie
La puissance économique d'un État fait aujourd'hui partie intégrante du mécanisme qui lui permet d'asseoir sa souveraineté au niveau international.
Même dans l'économie de l'immatériel, caractérisée par les délocalisations, on retrouve la notion de territoire, qui, pour beaucoup d'experts, reste un élément constitutif de la souveraineté :
- par le biais des sièges sociaux et des centres d'études et de recherche
- par les pôles de compétitivité pour la recherche et développement.

Pour ce qui est d'Internet, le territoire se traduit par la notion d'espace numérique. Le suffixe du nom de domaine sur deux lettres est appelé code national (country code Top-Level Domain, ccTLD) (.fr, .de…). Le système de nom de domaine est chapeauté par l'ICANN de droit californien, alors même que ses décisions s'imposent de fait aux États.
De plus, le capital immatériel de l'État et des entreprises est en train d'être comptabilisé comme immobilisations incorporelles, donc susceptible de donner lieu à des investissements au même titre que les immobilisations classiques dites corporelles (usines, immeubles).
Il y a donc ici un glissement sémantique de la souveraineté entendue au sens politique vers une souveraineté dans un sens plus large, concernant l'économie de l'immatériel (sans exclure le politique).

#### Information
On assiste aujourd’hui à une guerre de l'information, voire de désinformation.
Le développement considérable des formes numériques de diffusion de l'information en source ouverte, avec le Web, induit des bouleversements qui peuvent menacer les souverainetés des États. Les besoins d'interopérabilité informatique entre organismes travaillant en réseau posent des questions en matière de sécurité des données informatiques et de protection du patrimoine informationnel des États (recherche…).
Il s'avère que les États-Unis disposent actuellement d'un pouvoir d'influence considérable, grâce à leur langue et aux moyens de diffusion de l'information qu'offrent le Web et les réseaux internet, dans la plupart des domaines déjà décrits : économique, financier, social (environnement et droits de l'Homme), et même culturel.
L'une des caractéristiques contemporaines de la souveraineté est ainsi la tenue, au niveau de plusieurs gouvernements, de registres de métadonnées, basés sur le référentiel Dublin Core, qui permet de contrôler les informations circulant en source ouverte, au niveau des données de description des ressources informatiques (métadonnées). Les États-Unis tiennent des registres pour la défense, la justice, et d'autres domaines stratégiques.
Sur le Web, le développement des pratiques de partage de signets, à des fins sociales ou professionnelles, peut poser dans certains cas des questions sur la souveraineté.

### Construction européenne
Depuis la fin de la Seconde Guerre mondiale, la tendance est à la formation d'ensembles économiques régionaux (ALENA, Mercosur…).
La construction européenne est l'exemple même de ce type de formation. Elle s'est trouvée à certains moments en contradiction avec la notion de souveraineté, en particulier, au moment de la crise de la chaise vide, qui s'est terminée par le compromis de Luxembourg (1965-1966).
L’Union européenne (UE) est une organisation supranationale. Elle n’est pas un État alors que les pays membres de l'Union le sont tous. De ce fait, l’UE avec son parlement, sa Cour de justice des Communautés européennes et ses autres organes se trouve posséder seulement une partie des attributs d'un État. Par ailleurs, la transposition dans les ordres juridiques nationaux du droit dérivé qu'elle produit nécessitant à de nombreux égards l'intervention des États, Alain Supiot a pu comparer le pouvoir de l’Union européenne à celui d’un suzerain ayant uniquement un pouvoir sur ses vassaux : elle « n’exerce sur les peuples qu’un pouvoir indirect, qui requiert la médiation des États ».

#### Piliers de l'Union européenne
La politique de l'Union européenne se décomposait auparavant en trois « piliers » : les Communautés européennes, le pilier de l'intégration ; la Politique étrangère et de sécurité commune (PESC) ; la coopération policière et judiciaire en matière pénale. Cette structure confuse et aujourd'hui disparue avait pour but de ménager la souveraineté des États en l'équilibrant avec les pouvoirs communs des organes de l'UE.
Le processus de décision différait en effet selon les piliers. Sur le premier pilier, on employait la méthode communautaire (monopole d'initiative de la Commission sur la préparation des dossiers relatifs à ce pilier et pouvoir de co-décision du Parlement européen). Sur les deux autres piliers, on employait la méthode intergouvernementale, simple coopération permettant aux États de rester pleinement souverains.

#### Équilibre entre souveraineté, supranationalité et coopération intergouvernementale
Conçue tout d'abord comme une coopération économique, l'Union européenne est devenue à la suite du traité de Maastricht une intégration économique doublée d'une coopération politique. La Commission européenne dispose du monopole de droit d'initiative dans le premier pilier.
L'Union européenne est aujourd'hui une construction sui generis, une entité à la limite d'un État fédéral souverain. Les deux principes qui définissent les pouvoirs réciproques entre les États et l'Union sont le principe de subsidiarité et le principe de proportionnalité.
Le Conseil constitutionnel français réaffirme que la France est pleinement souveraine, distinguant transferts de compétences et transferts de souveraineté (voir supra, définition).
L'Union européenne possède aujourd'hui une part de souveraineté dans le premier pilier dit de l'intégration, en raison des fortes compétences législatives que la Communauté européenne prend dans des secteurs très stratégiques (énergie, environnement, chimie, agriculture), où 60 à 70 % des nouveaux textes législatifs sont d'origine communautaire. Les compétences communautaires relèvent bien de fonctions régaliennes traditionnelles (voir supra), puisque les échanges économiques sont réglés dans la nouvelle monnaie : l'euro.
Les difficultés de l'intégration tiennent notamment au flou des limites de l'Europe (zone euro, espace Schengen, Espace économique européen…) et à la diversité des langues.
Voir :
- Politique linguistique de l'Union européenne
- Politique en Europe

Le projet de Traité constitutionnel européen vise à structurer et renforcer l'intégration, notamment en conférant à l'Union européenne la personnalité juridique et en créant un poste de ministre européen des affaires étrangères. Le président Jacques Chirac a souhaité, en raison de la profonde modification des pouvoirs publics, de l'impact sur les services publics, et dans l'esprit de la Constitution de 1958 (article 11), que ce projet soit soumis à un référendum populaire. Le rejet de ce projet par le peuple obère la légitimité de ce traité.
Les mouvements politiques qui s'opposent à la construction d'une Europe intégrée, au nom de la souveraineté des États, sont appelés souverainistes.

## Théoriciens
- Thomas d'Aquin : voir droits naturels
- Nicolas Machiavel
- Jean Bodin « De la souveraineté » (Les six livres de la République, Livre 1, Chap. 8)
- Thomas Hobbes : Léviathan, chapitre XVIII.
- Baruch Spinoza : Traité théologico-politique.
- John Locke
- Joseph de Maistre
- Montesquieu (philosophe) : De l'esprit des lois
- Jean-Jacques Rousseau : Du contrat social
- Emmanuel-Joseph Sieyès : Qu'est-ce que le Tiers-État ?
- Maurice Hauriou : théoricien de la puissance publique
- Carl Schmitt
- Michel Debré
- Stephen Krasner
- Jacques Maritain
- Michel Foucault
- Jacques Derrida[19]
- Giorgio Agamben (Homo Sacer I. Le pouvoir souverain et la vie nue)[20]

## Citations
« La souveraineté n'est pas un acquis, il ne faut jamais la lâcher. »

— Professeur Duquenne, 

« Cette personne publique qui se forme ainsi par l'union de toutes les autres […] est appelé État quand il est passif, et Souverain quand il est actif. »

— Jean-Jacques Rousseau, 